# أنتوني ييبواه
أنتوني ييبواه (بالإنجليزية: Tony Yeboah)‏، من مواليد 6 يونيو 1966 في كوماسي في غانا، لاعب كرة قدم غاني سابق.
بدأ مسيرته الكروية مع نادي أسانتي كوتوكو، وثم انتقل إلى نادي كورنرستونز، وبعدها انتقل إلى نادي أوكواهو يونايتد، وفي عام 1988 انتقل إلى نادي ساربروكن الألماني، ولعب معهم حتى عام 1990، وشارك معهم في 65 مباراة وسجل 26 هدف، وفي عام 1990 انتقل إلى نادي إينتراخت فرانكفورت الألماني، ولعب معهم حتى عام 1995، وشارك معهم في 123 مباراة وسجل 68 هدف، وفي عام 1995 انتقل إلى نادي ليدز يونايتد الإنجليزي، ولعب معهم حتى عام 1997، وشارك معهم في 62 مباراة وسجل 33 هدف، وفي عام 1997 انتقل إلى نادي هامبورغ الألماني، ولعب معهم حتى عام 2001، وشارك معهم في 100 مباراة وسجل 28 هدف، وفي موسم 2001/2002 انتقل إلى نادي الاتحاد السعودي، وسجل معهم 5 أهداف.
و قد لعب مع منتخب غانا لكرة القدم 59 مباراة وسجل 26 هدف.

## روابط خارجية
- أنتوني ييبواه على موقع الاتحاد الدولي (مؤرشف)  (الإنجليزية)
- أنتوني ييبواه على موقع قاعدة بيانات كرة القدم.إي يو (الإنجليزية)
- أنتوني ييبواه على موقع بيانات كرة القدم. دي إي (الألمانية)
- أنتوني ييبواه على موقع ناشيونال فوتبول تيمز (الإنجليزية)
- أنتوني ييبواه على موقع Soccerbase.com (لاعب) (الإنجليزية)
- أنتوني ييبواه على موقع عالم كرة القدم.نت (الإنجليزية)